# 地獄のデビル・トラック
『地獄のデビル・トラック』（原題: Maximum Overdrive）は、1986年公開のアメリカで制作されたホラー映画である。『ザ・トラック』の名前でビデオ化もされた。

## 概要
「地球のそばを通った彗星の影響による、地球上の機械機器の暴走とそれに伴う混乱」を、アメリカの田舎にあるドライブインとガソリンスタンドを舞台に描く。
ベストセラー作家として有名なスティーヴン・キングが、自らの短編作品を初めて監督した映画。脚本も担当し、更には出演もしている。音楽はキング自身がお気に入りというAC/DCが携わった。キング自身は失敗作だと認めている。
1998年には『トラックス』というタイトルで本作のリメイク版が製作された。

## ストーリー
1987年6月19日、米国上空を謎の飛行物体が通過。次の日、跳ね橋がひとりでに動き出したのを皮切りに、次々と機械が暴走。たちまち米国全土を支配する。
ビルたちが働くガソリンスタンドも例外ではなく、ゴブリンの仮面をつけたトラックに率いられた無数の自動車たちが、ガソリンを入れろと押し寄せる。休憩も給料も残業手当もなく24時間酷使される身に転落したビルたちだったが、機械は暴走しても道具は、そして銃は暴走せずに使えることに気づく。
そして、ビルたちとデビルトラックたちの死闘が始まる。

## 登場人物
ビル・ロビンソン（Bill Robinson）
演 - エミリオ・エステベス
ドライブイン「ディキシー・ボーイ」の厨房担当。仮出所中。
ヘンダーショット（Hendershot）
演 - パット・ヒングル
「ディキシー・ボーイ」のオーナー。あくどい性格。
ブレット（Brettt）
演 - ローラ・ハリントン
ヒッチハイカーの女。
コニー（Connie）
演 - イヤードリー・スミス
カートの妻。新婚夫婦。
カート（Curt）
演 - ジョン・ショート
コニーの夫。新婚夫婦。
ワンダ・ジューン（Wanda June）
演 - エレン・マッケルダフ
「ディキシー・ボーイ」で働くウエイトレス。
ダンカン（Duncan）
演 - J・C・クイン
「ディキシー・ボーイ」で働く車両整備士。
キャンプ・ローマン（Camp Loman）
演 - クリストファー・マーニー
聖書のセールスマン。ヒッチハイカーのブレットを車に乗せる。
ディーク（Deke）
演 - ホルター・グラハム
ダンカンの息子。少年野球チームでの試合後、自販機やローラー車に襲われる。
ハンディ（Handy）
演 - フランキー・フェイソン
ゴブリンの仮面をつけたトレーラーの持ち主。
ジョー（Joe）
演 - パット・ミラー
「ディキシー・ボーイ」で働く車両整備士。肥満体。
スティーブ（Steve）
演 - Larry Parks
「ディキシー・ボーイ」で働く車両整備士。ワンダに気がある。
マックス（Max）
演 - Jack Canon
「ディキシー・ボーイ」の客。
フランク（Frank）
演 - John Brasington
「ディキシー・ボーイ」の客。
アンディ（Andy）
演 - J. Don Ferguson
「ディキシー・ボーイ」の客。
ブラッド（Brad）
演 - Leon Rippy
「ディキシー・ボーイ」の客。
バリー（Barry）
演 - Robert Gooden
「ディキシー・ボーイ」の客。
ロルフ（Rolf）
演 - R. Pickett Bugg
「ディキシー・ボーイ」の客。
ビデオプレイヤー（Videoplayer）
演 - ジャンカルロ・エスポジート
「ディキシー・ボーイ」の客。

## キャスト
| 役名               | 俳優                     | 日本語吹替                                                                |
| 役名               | 俳優                     | テレビ東京版                                                              |
| ------------------ | ------------------------ | ------------------------------------------------------------------------- |
| ビル・ロビンソン   | エミリオ・エステベス     | 小杉十郎太                                                                |
| ヘンダーショット   | パット・ヒングル         | 富田耕生                                                                  |
| ブレット           | ローラ・ハリントン       | 山田栄子                                                                  |
| コニー             | イヤードリー・スミス     | 安達忍                                                                    |
| カート             | ジョン・ショート         | 塩屋翼                                                                    |
| ワンダ・ジューン   | エレン・マッケルダフ     | 滝沢久美子                                                                |
| ダンカン           | J・C・クイン             | 長島雄一                                                                  |
| キャンプ・ローマン | クリストファー・マーニー | 広瀬正志                                                                  |
| ディーク           | ホルター・グラハム       | 田中真弓                                                                  |
| ハンディ           | フランキー・フェイソン   | 笹岡繁蔵                                                                  |
| ジョー             | パット・ミラー           | 安西正弘                                                                  |
| その他             |                          | 西村知道 大滝進矢 西川幾雄 小野健一 小金沢篤子 鈴木勝美 磯辺万沙子 中博史 |
|                    |                          |                                                                           |
| 演出               |                          | 田島荘三                                                                  |
| 翻訳               |                          | 関順子                                                                    |
| 調整               |                          | 近藤勝之                                                                  |
| 効果               |                          | 新音響                                                                    |
| 担当               |                          | 小嶋尚志                                                                  |
| 解説               |                          | 木村奈保子                                                                |
| 制作               |                          | コスモプロモーション                                                      |
| 初回放送           |                          | 1991年11月14日 『木曜洋画劇場』                                           |

※マクザムから発売のBlu-ray/DVDにテレビ東京版の吹き替えが収録。

## 暴走したもの一覧
- 電光掲示板 - FUCK YOU と異常表示される。
- 現金自動預け払い機 - ASS HOLE と異常表示され正常動作せず。
- 跳ね橋 - 自動車が走行している最中に突然作動。橋が跳ね上がったために事故を引き起こした。
- 自販機 - 缶を取ろうとしたコーチに缶ジュースをぶつけ殺害し、野球チームの少年にも缶ジュースをぶつけ殺害した。
- ミキサー - 勝手に作動し、従業員の女性の腕を負傷させた。
- ガソリンスタンドの給油機 - 「Happy Toyz」のトレーラーへの給油中に勝手に止まり、従業員が給油ノズルを覗いた際、従業員にガソリンを吹きかけ、目潰しした。
- ラジコン -犬の口に突き刺さり、犬を殺害した。
- ラジオ - ボリュームレバーを全開にして鼓膜を潰した。
- 芝刈り機 - その場を通った自転車に乗った少年を追い回した。
- トレーラー（ケンワースK100エアロダインオルオーバー） - 「Happy Toyz」のトレーラー。先端に巨大なグリーンゴブリンのような顔をつけており、後ろにはピエロが描かれている。トラック集団のリーダー的な存在。
- トレーラー（マックモデル400） - 何も積んでおらず空荷。単に台車だけ引いている。
- トレーラー（ピータービルトモデル900） - 危険物を積載している。
- ロードローラー - スコアボードを突き破り、野球チームの少年を一人轢き殺した。
- ブルドーザー（キャタピラーD9） - 殺人ブルドーザー風に人を襲った。
- M274トラック（ミュール） - M60軽機関銃で無差別に乱射した。クラクションによるモールス信号で立てこもる人間たちに燃料補給を要求する
- レッカー車（ピータービルトモデル4500型） - 店に突っ込んできた。
- タンクローリー（ピータービルトモデル351） - 危険物を大量に積んでいる。
- バントレーラー（インターナショナル5000） - エンジンを10個搭載している。
- アイスクリーム販売車 - 住宅地を、愉快な音楽を鳴らしながら生きている人間が居ないか巡回している。